# BYD Song
Le BYD Song est une série de véhicule métis développés par BYD. Outre le monospace compact Song Max, il existe trois crossovers compacts dans la gamme Song, vendus simultanément : le Song d'origine, le Song Pro et le haut de gamme Song Plus.

## Première génération (2015-2019)
Le BYD Song de première génération a commencé sous le nom de BYD S3 avant que le constructeur ne lance les véhicules de la série "Dynasty". Le Song a ensuite été lancée comme un lifting mineur, puis un deuxième lifting mettant à jour le BYD Song avec le nouveau langage de conception "Visage de Dragon".

### BYD S3
Le BYD S3 est un crossover compact présenté pour la première fois au salon de l'automobile de Shanghai de 2015 en avril. Il était positionné en dessous du crossover BYD S6 de taille moyenne et constitue la première entrée de BYD sur le marché des crossovers compacts. Les plans initiaux étaient similaires à la berline compacte BYD F3 à essence et au crossover intermédiaire BYD S6 qui ont donné naissance aux versions hybrides BYD Qin et BYD Tang utilisant le système de dénomination lié à la dynastie chinoise. Plus tard, le BYD S3 a été renommé BYD Song pour toutes les variantes, y compris la version à moteur thermique, la version hybride rechargeable et les versions électriques.

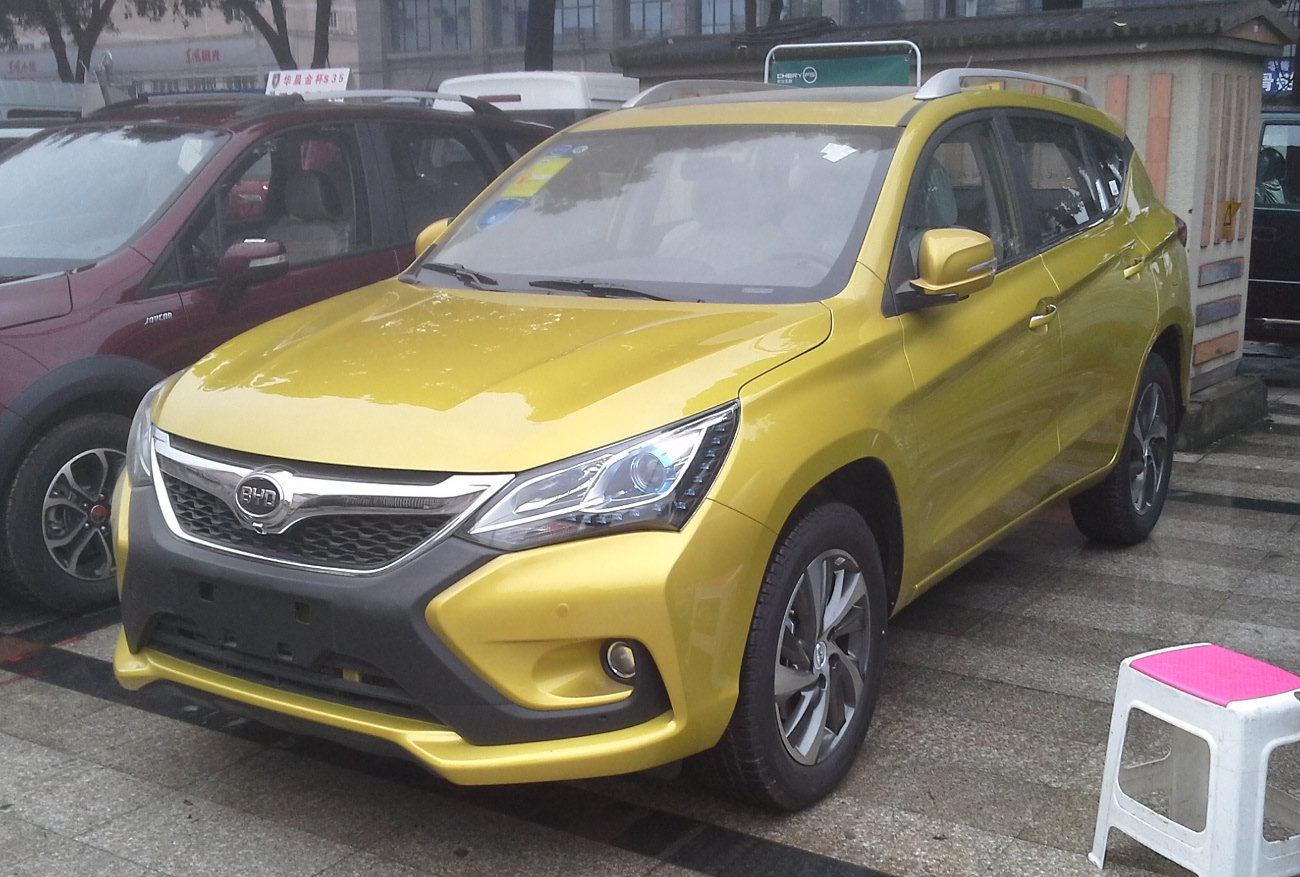
BYD S3 vue avant
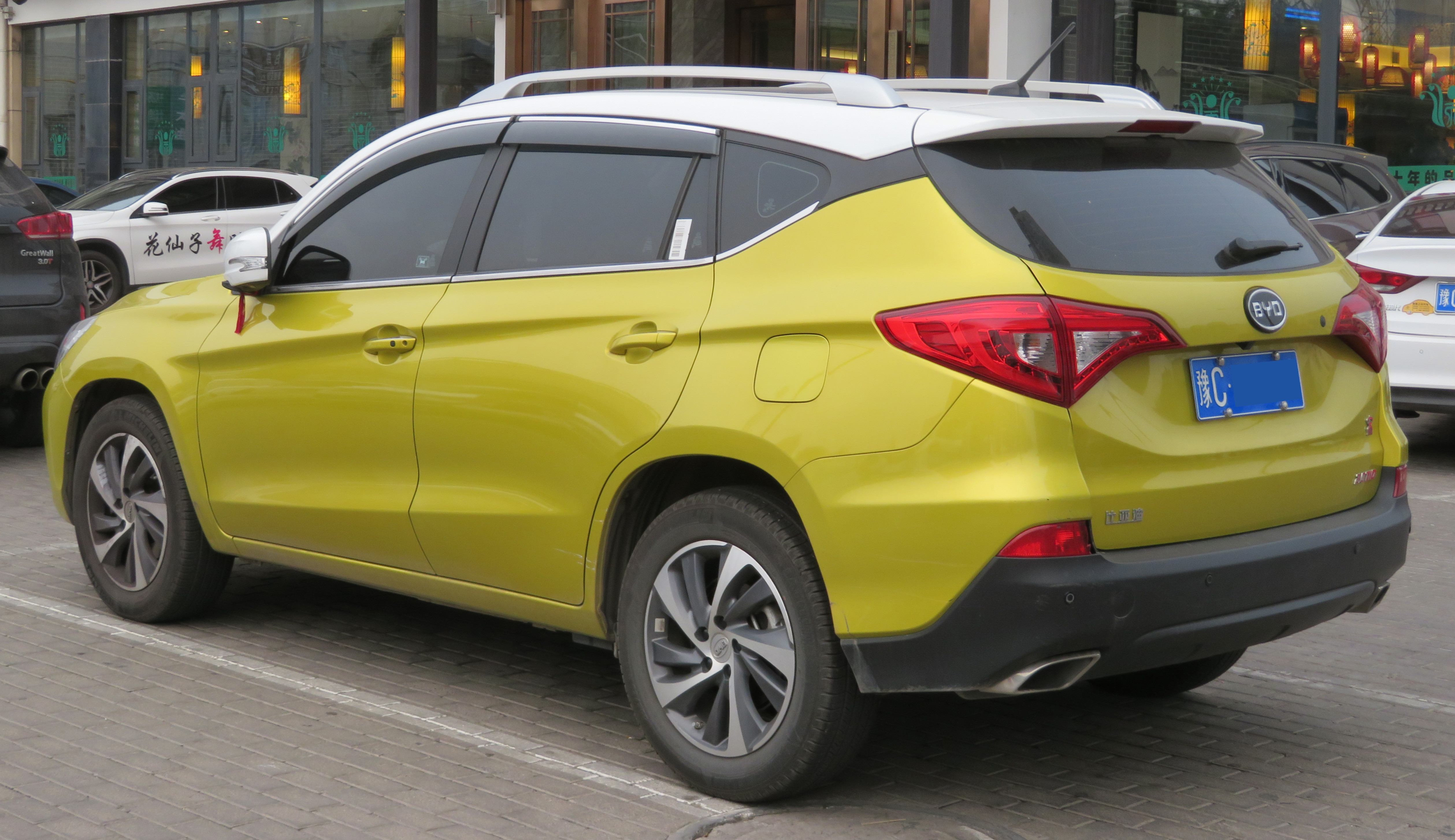
BYD S3 vue arrière

### BYD Song
En avril 2015, le BYD Song a fait ses débuts au salon de l'automobile de Shanghai de 2015, le véhicule a été lancé en octobre 2015. Deux groupes motopropulseurs ont été proposés au lancement. Un moteur essence 1,5L turbocompressé capable de produire 156 cv et 240 Nm de couple et un moteur à essence turbocompressé de 2L capable de produire 208 cv et 320 Nm de couple. Le moteur de 1,5L pouvait être équipé d'une boîte de vitesses manuelle à 6 vitesses ou d'une boîte de vitesses automatique à 6 vitesses, tandis que le moteur de 2L n'était disponible qu'avec une boîte de vitesses DCT à 6 vitesses,. Initialement appelé BYD S3, son nom a changé en BYD Song.

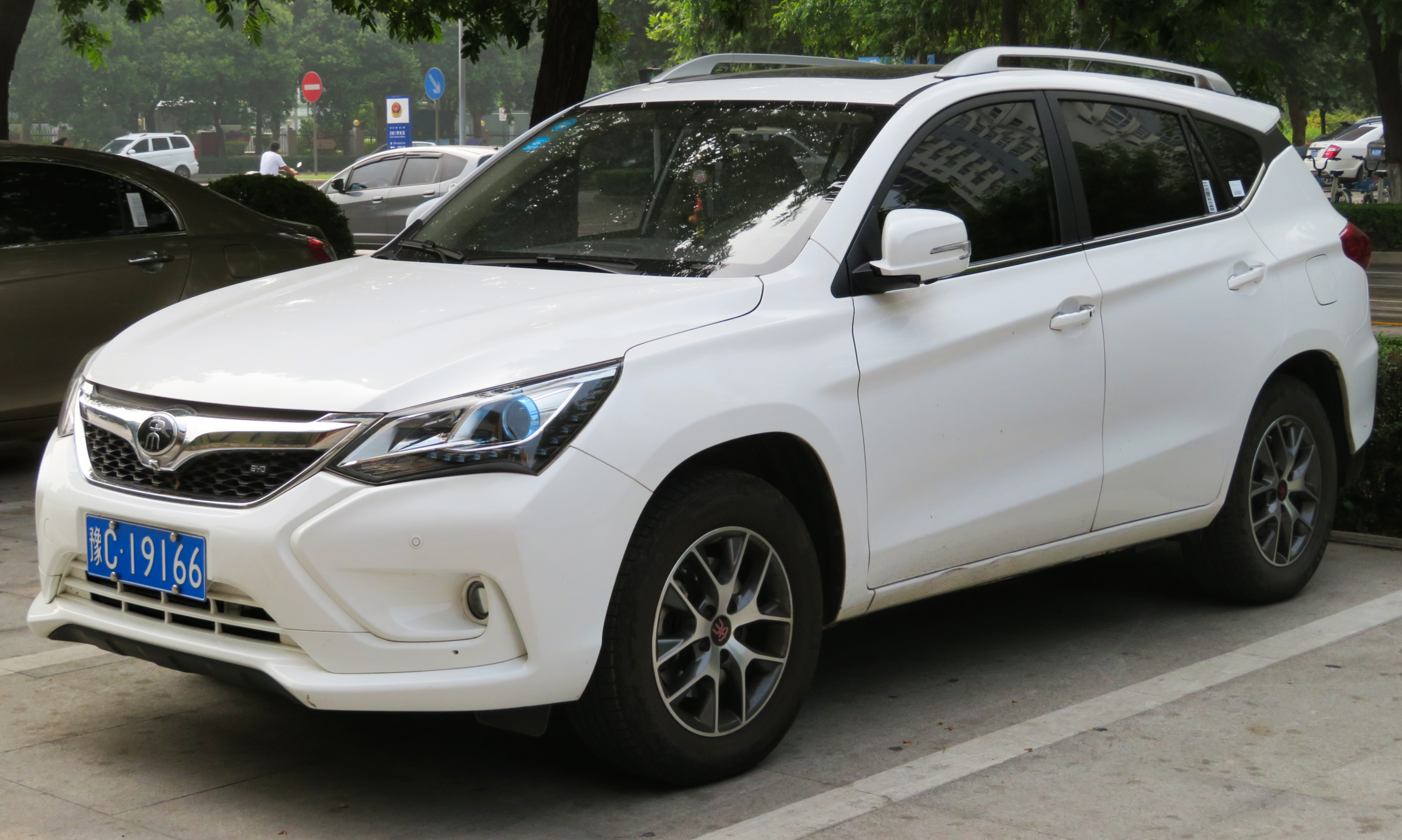
Song BYD vue avant
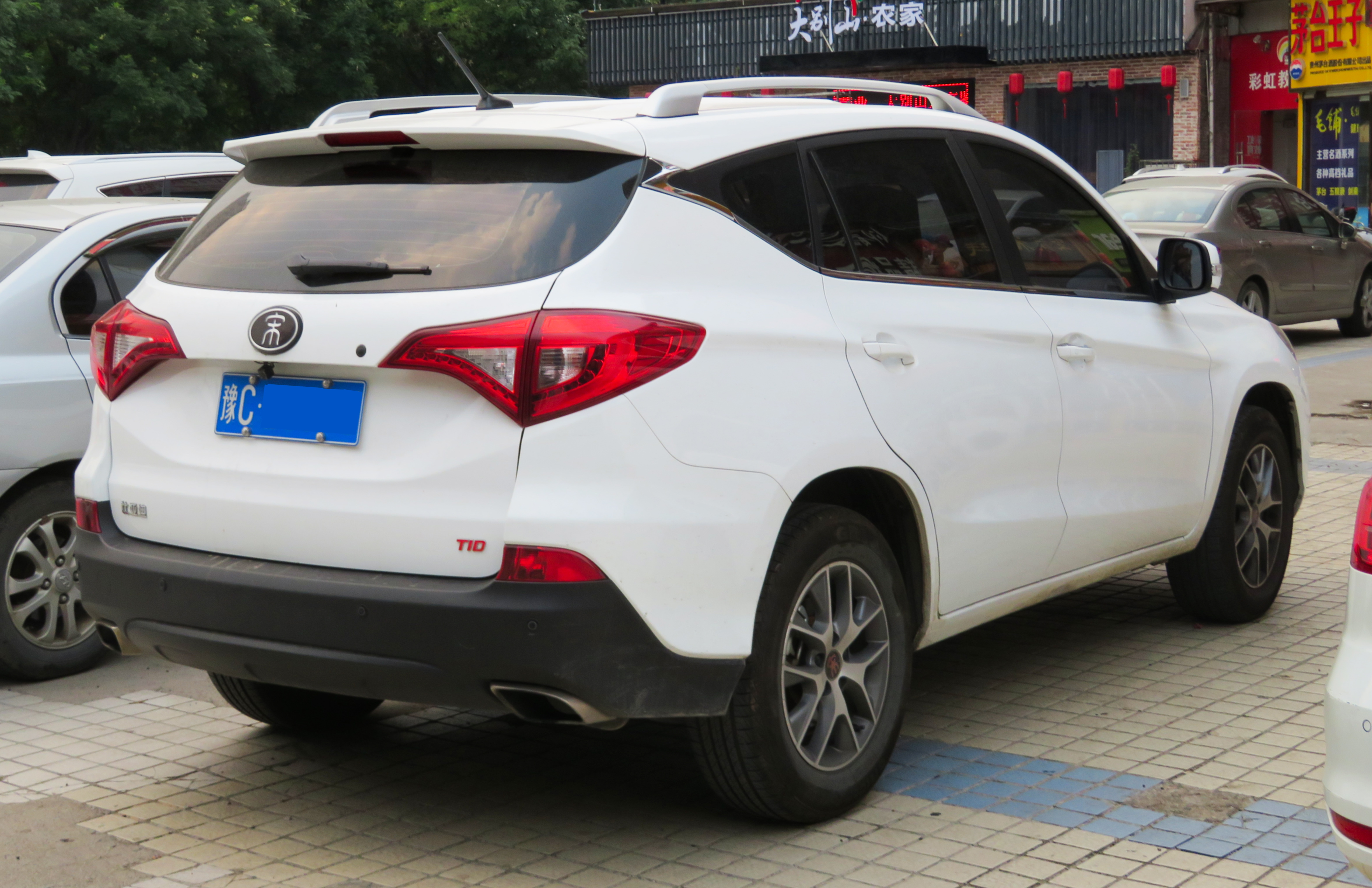
Song BYD vue arrière

### Lifting du Song en 2018
Un lifting a été lancé en 2018 avec le nouveau logo de BYD et les feux arrière connectés. Bien qu'il soit commercialisé comme étant une « nouvelle génération », le modèle 2018 partage la même carrosserie que les modèles précédents.

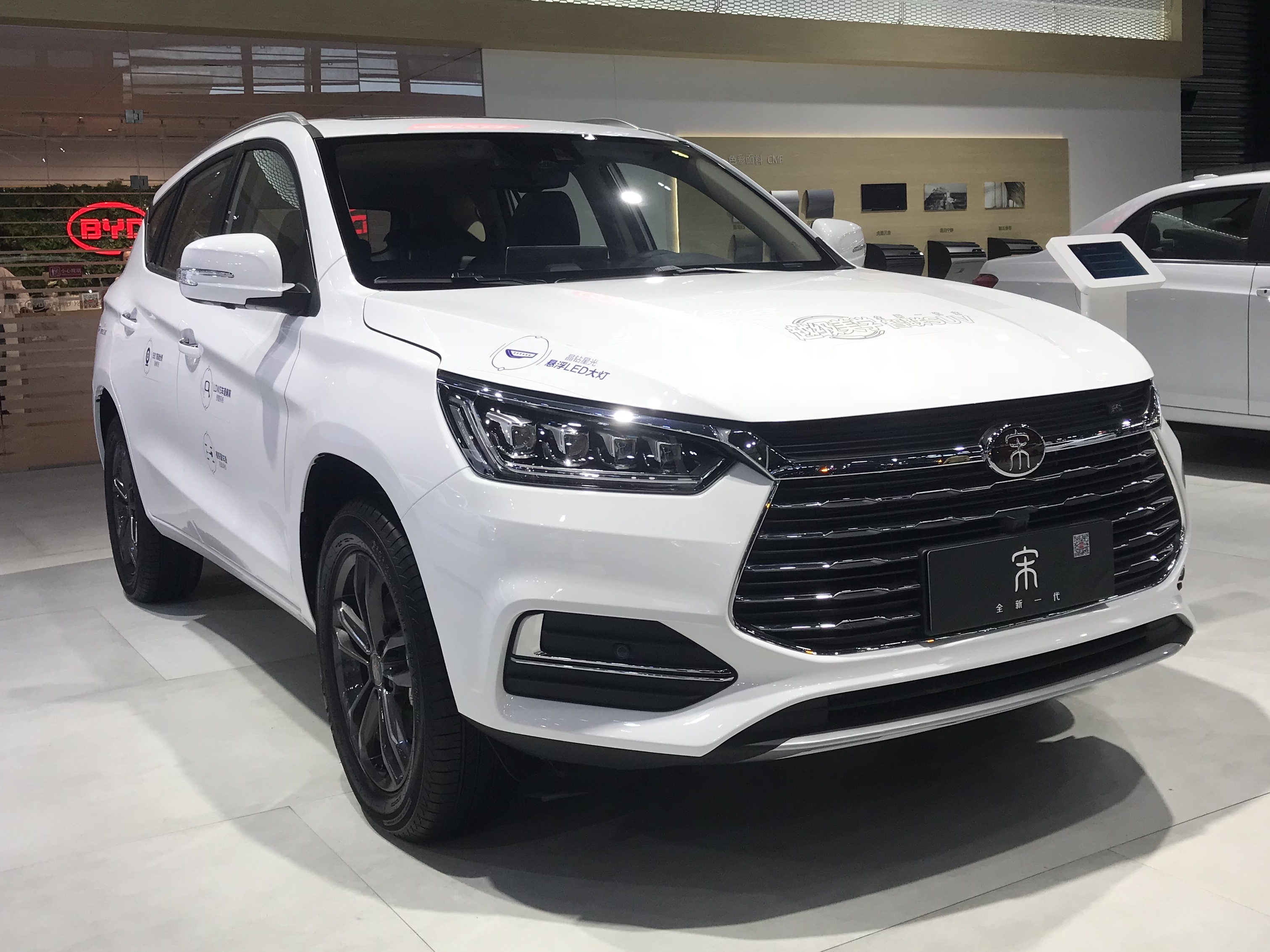
BYD Song lifté vue avant
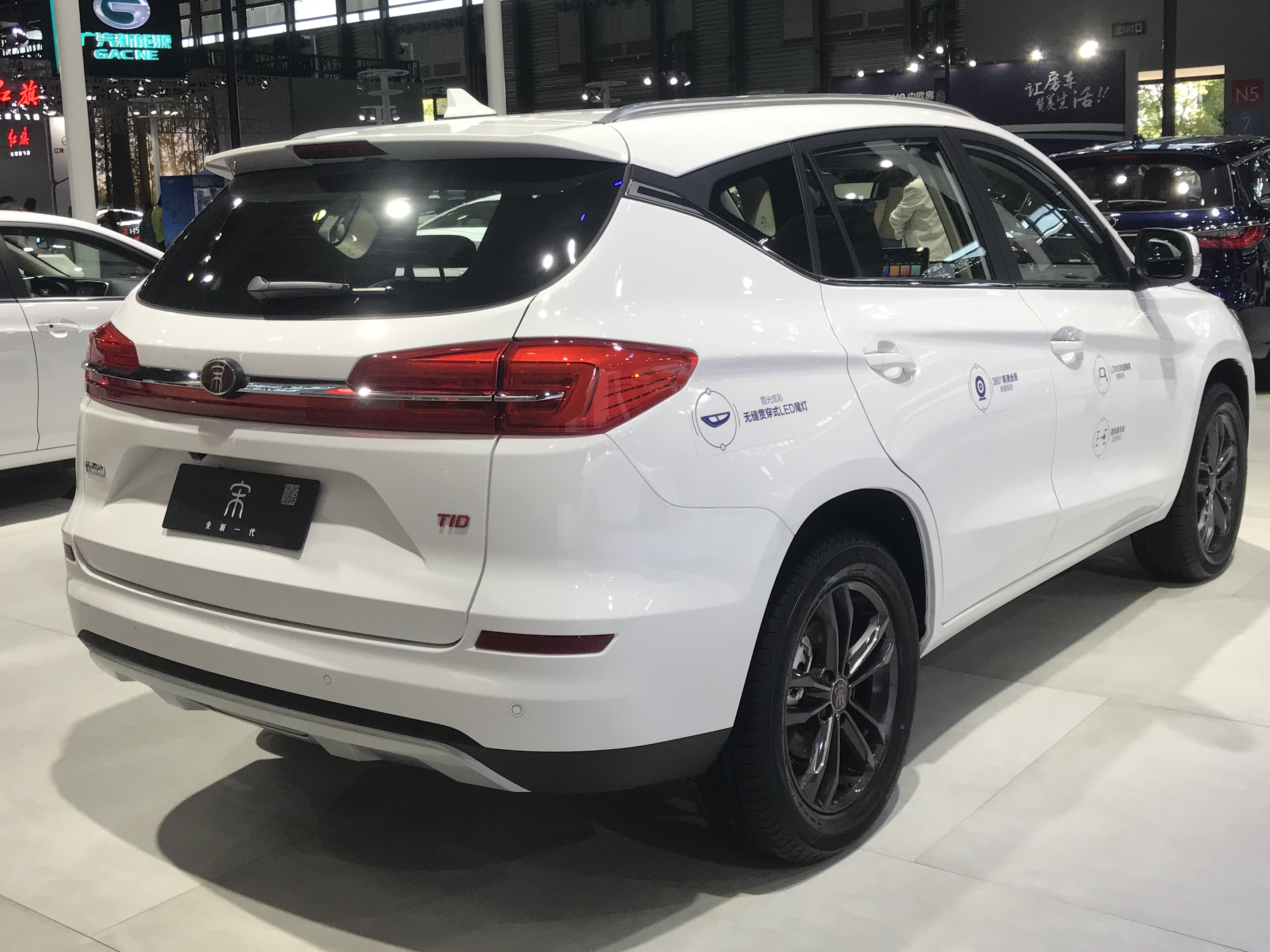
BYD Song lifté vue arrière

### Song DM
Tout comme la voiture compacte F3DM et le prototype F6DM, BYD a lancé le Song DM en hybride rechargeable PHEV en avril 2017. Le Song DM est presque identique au Song standard, à l'exception du badge. Sous le capot, le Song DM dispose d'un moteur 1.5T et d'un double moteur, pouvant fonctionner à la fois en modes HEV et EV et offrir une autonomie de 80 km. Le plug-in sort jusqu'à 453 cv et un couple de 740 Nm en mode HEV et passe de 0 à 100 km/h en 4,9 secondes. La consommation de carburant est de 1,4 L/100 km.

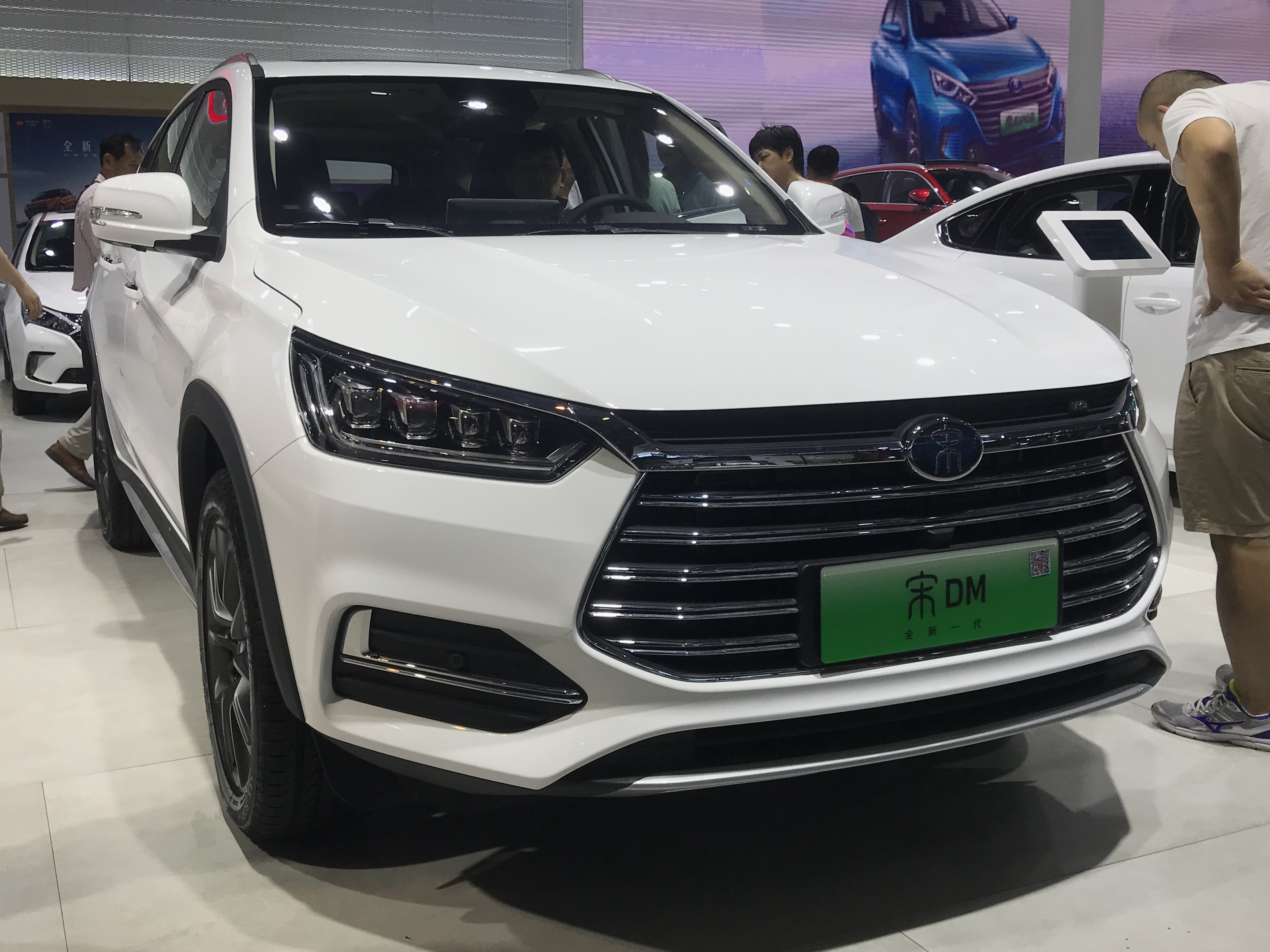
BYD Song DM lifté vue avant
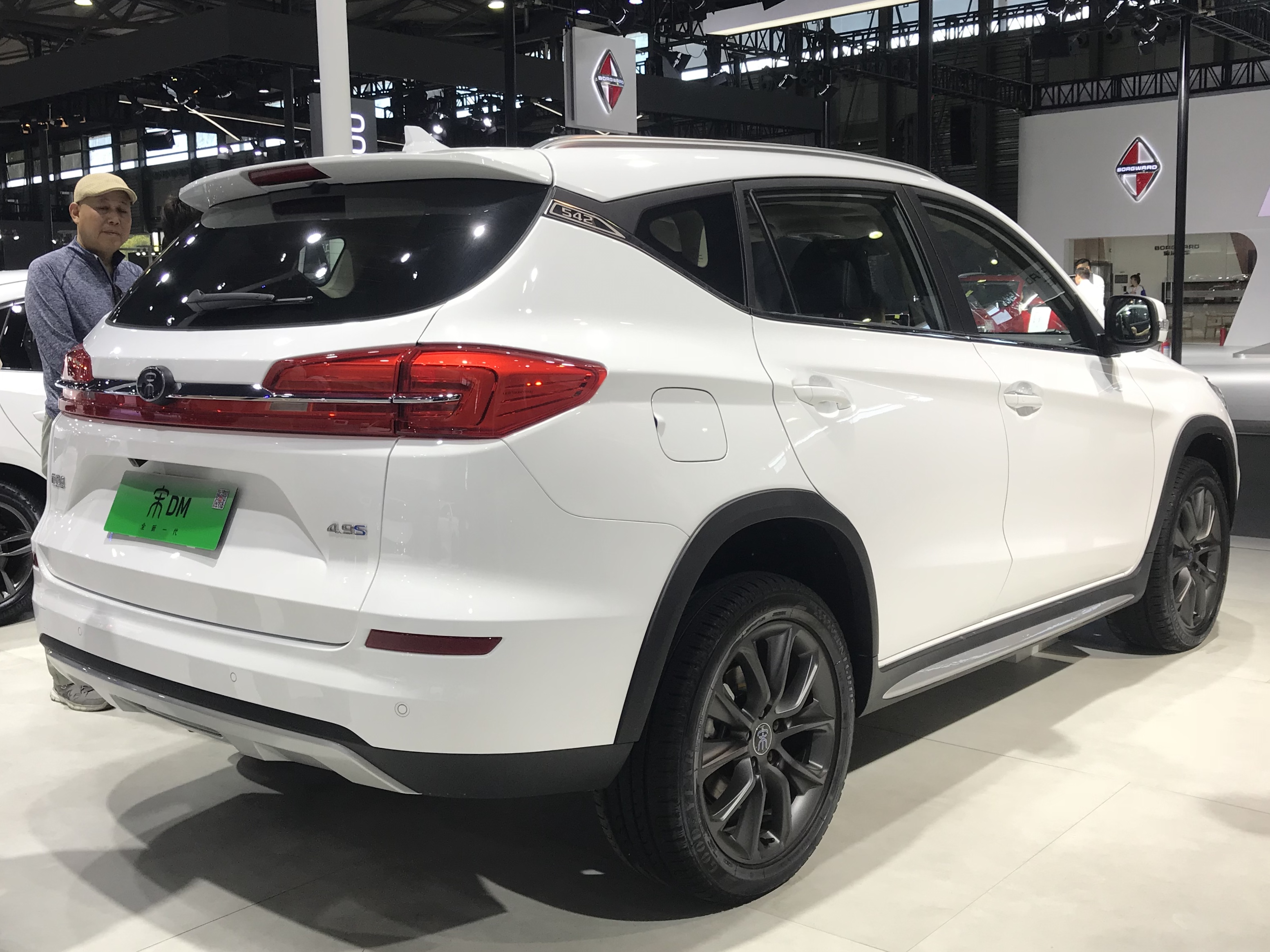
BYD Song DM lifté vue arrière

### Song EV300 et EV400
Le Song EV300 et le Song EV400 sont tous deux des versions électriques du BYD Song basées sur le BYD Song ordinaire à essence, et tous deux utilisent un moteur électrique de 163 kW et 310 Nm. Le Song EV300 a une autonomie NEDC de 270 kilomètres et une autonomie de 300 kilomètres sur 60 km/h, fonctionnant avec une batterie de 48 kWh tandis que le Song EV400 marche avec des batteries de 62 kWh. En ce qui concerne l'aspect extérieur, l'EV300 est identique aux Song et Song DM ordinaires, tandis que l'EV400 a reçu un nouveau pare-chocs.

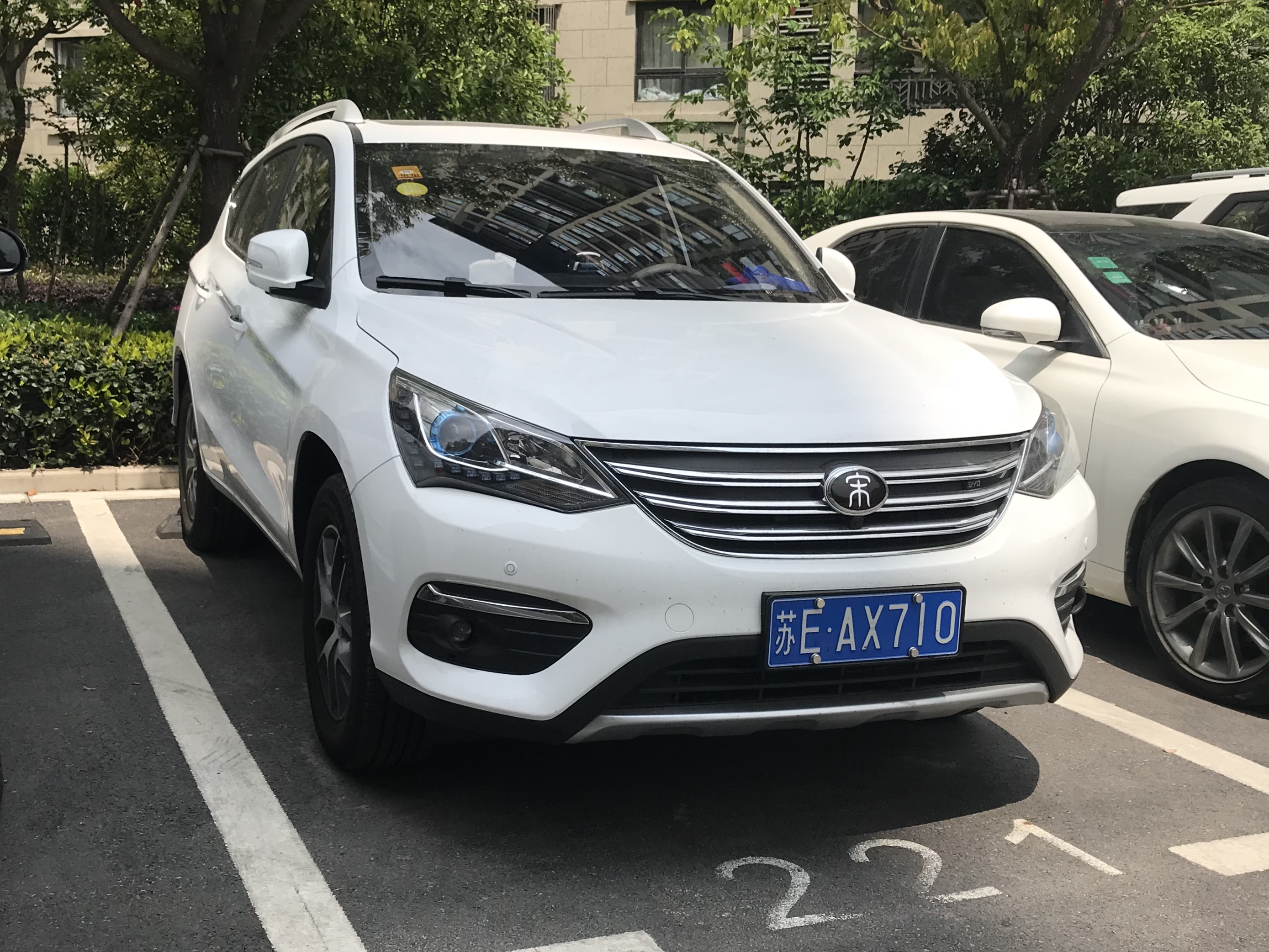
BYD Song EV400 vue avant
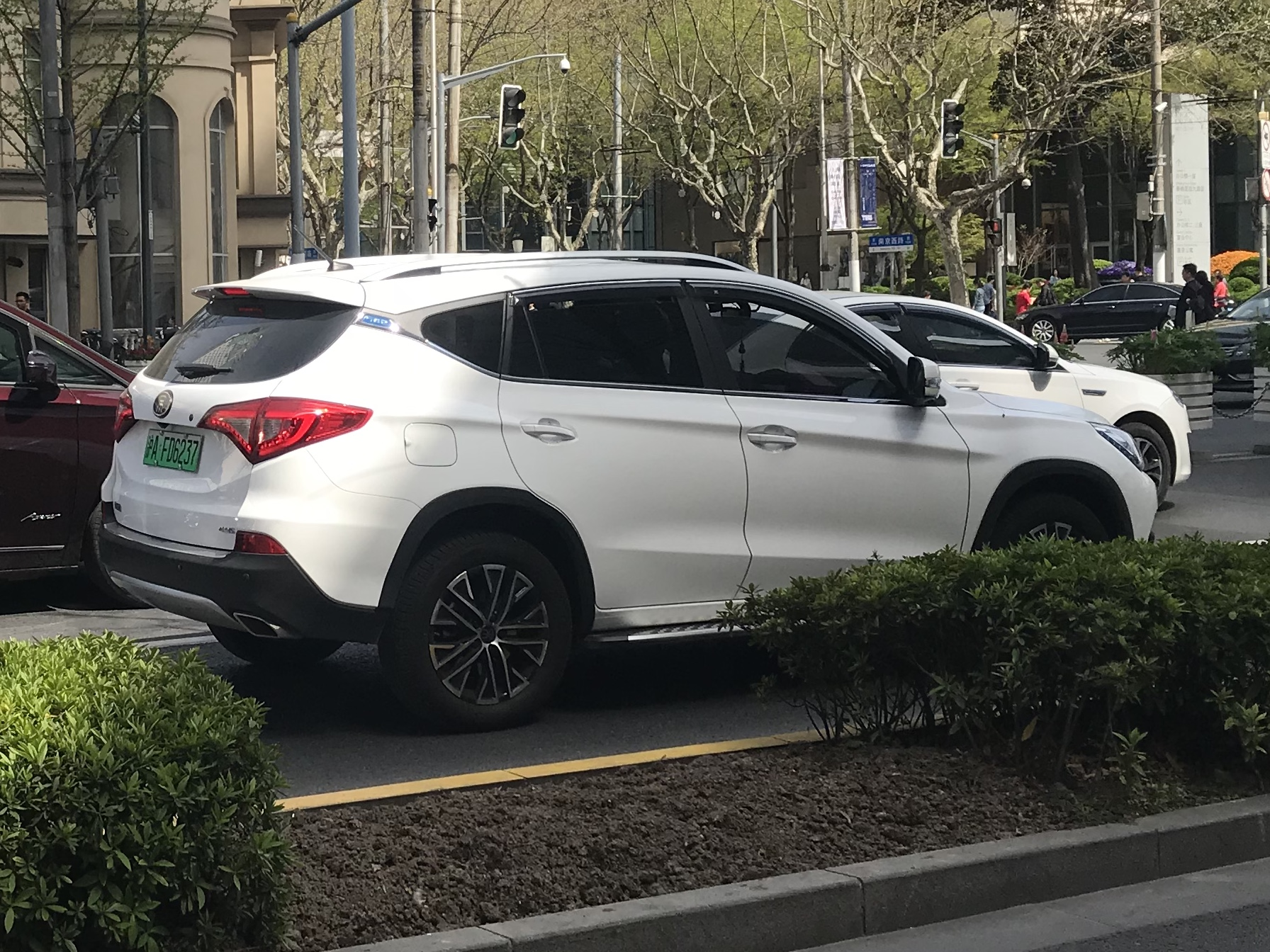
BYD Song EV400 vue arrière

## Seconde génération (Song Pro; Depuis 2019)
Début 2019, BYD a publié le dernier aperçu du modèle nommé SA2 en code interne, adopte alors le langage de conception Dragon Face 2.0.

### Song Pro
La version essence Song Pro est propulsée par le même moteur turbo de 1,5L produisant 154 cv.

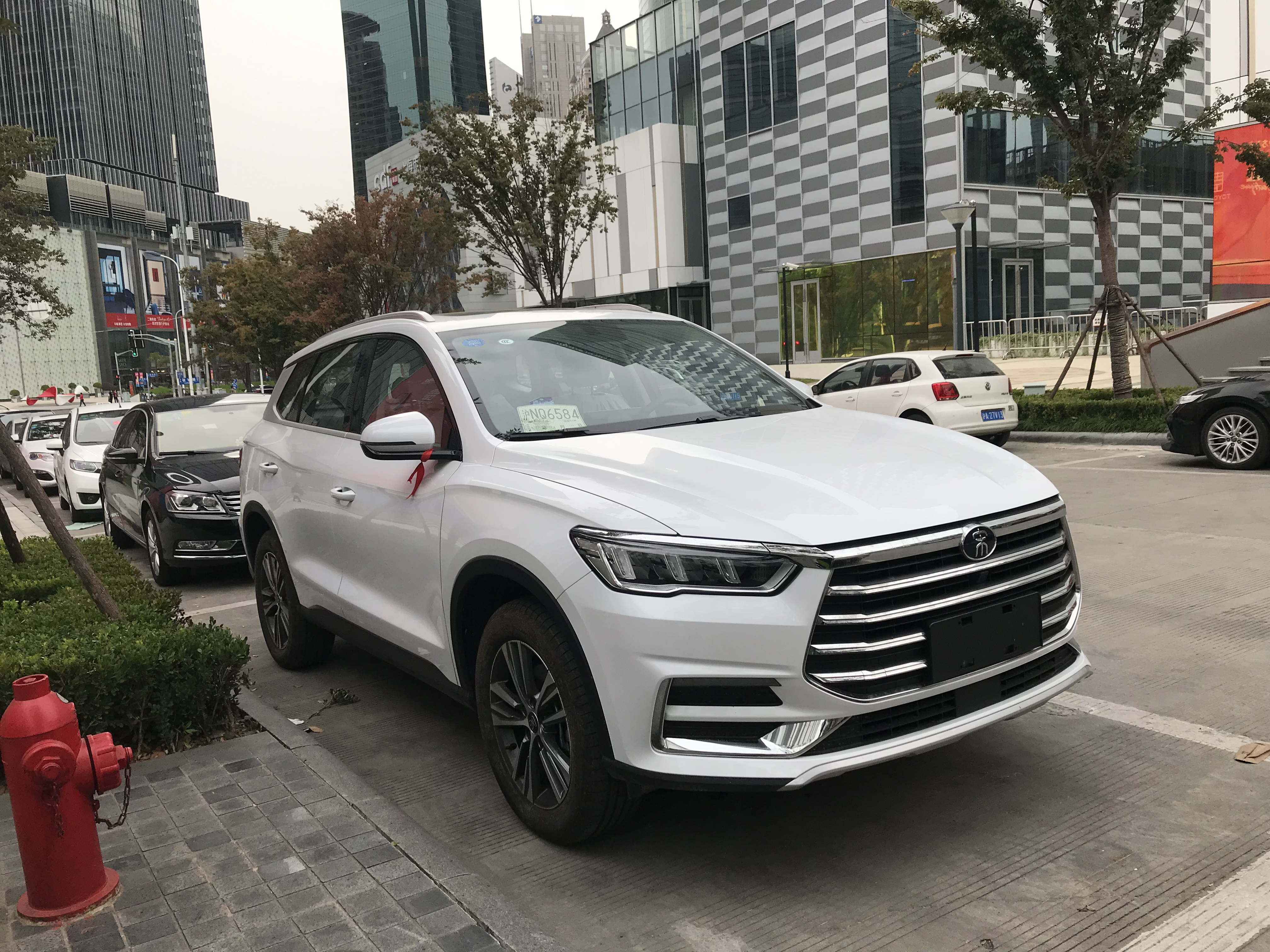
BYD Song Pro vue avant
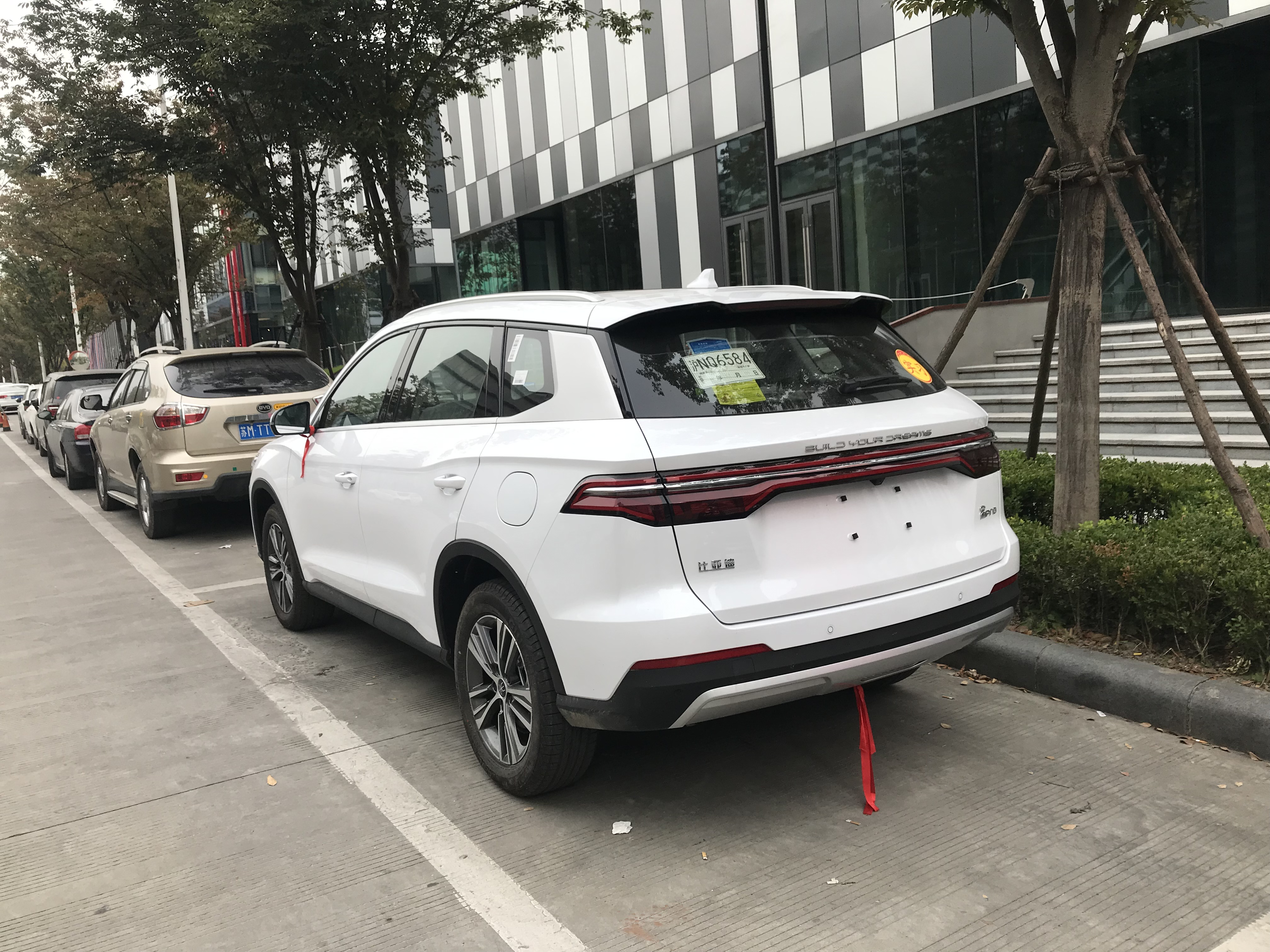
BYD Song Pro vue arrière

### Song Pro EV
La version électrique BYD Song a une puissance de sortie combinée de 135 kW.

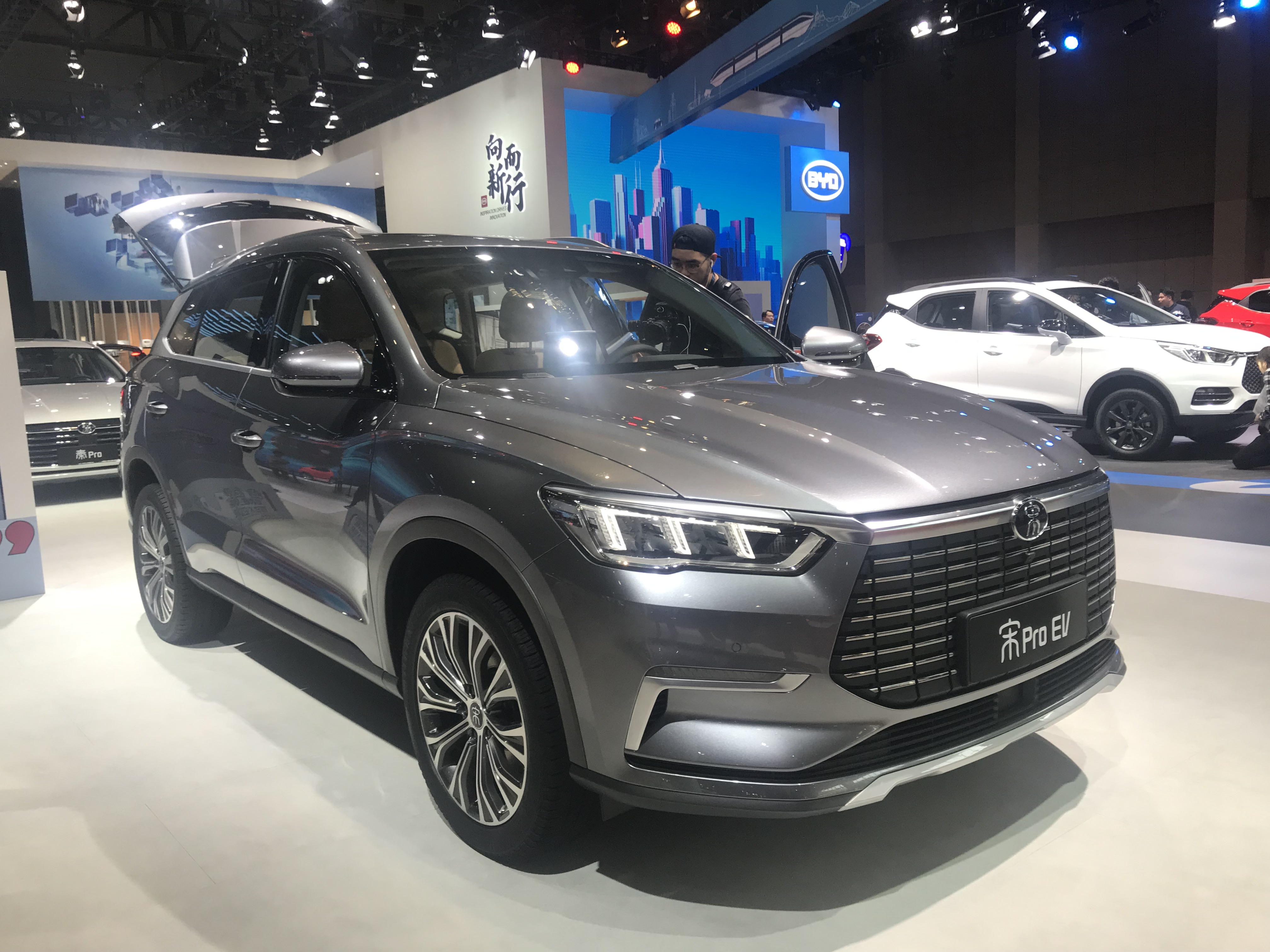
BYD Song Pro EV vue avant
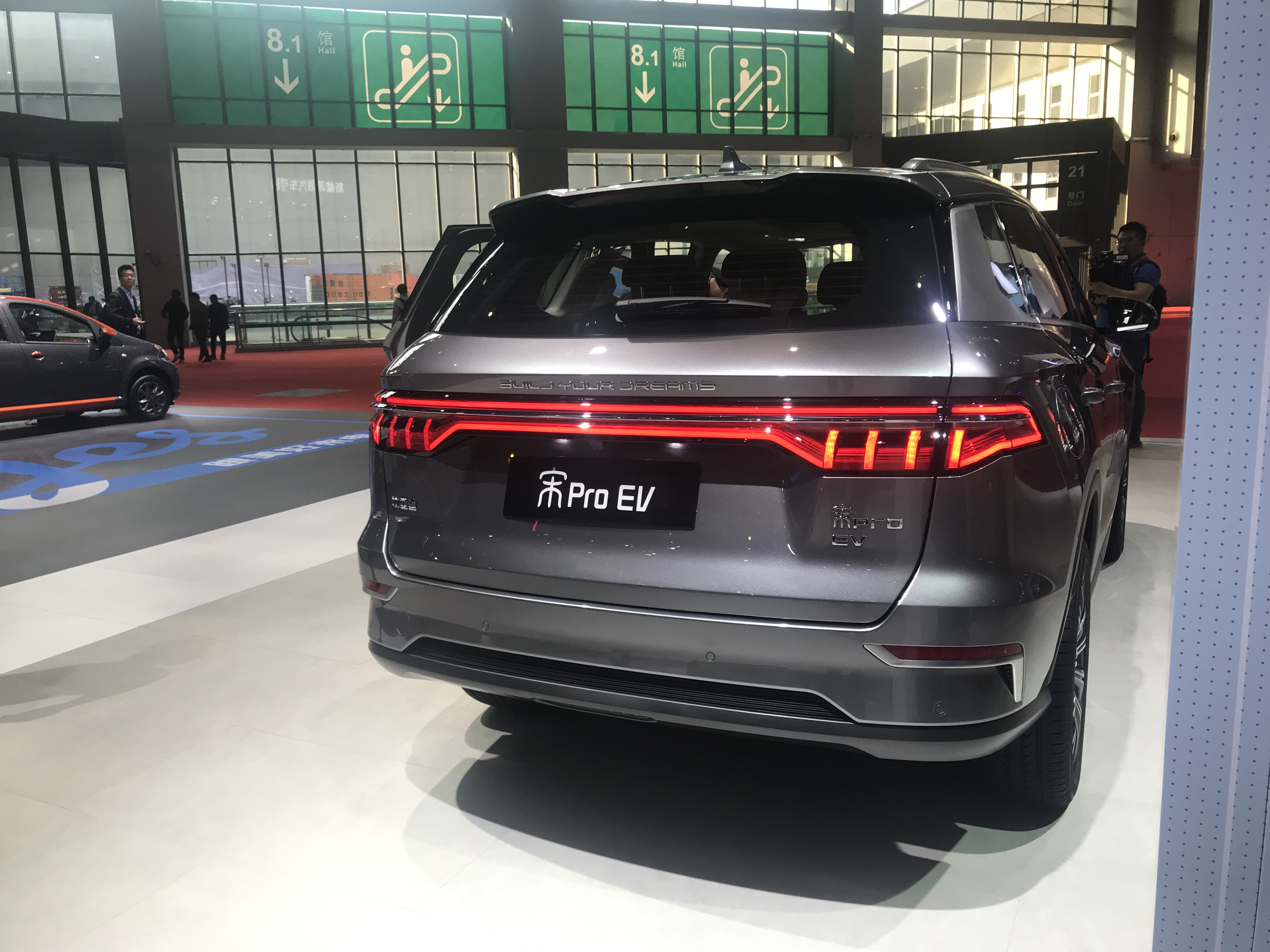
BYD Song Pro EV vue arrière

### Song Pro DM
La version PHEV est propulsée par le même moteur turbo de 1,5L que la version essence tout en produisant 118 kW avec une consommation de carburant de 1,4 litre au 100 km.

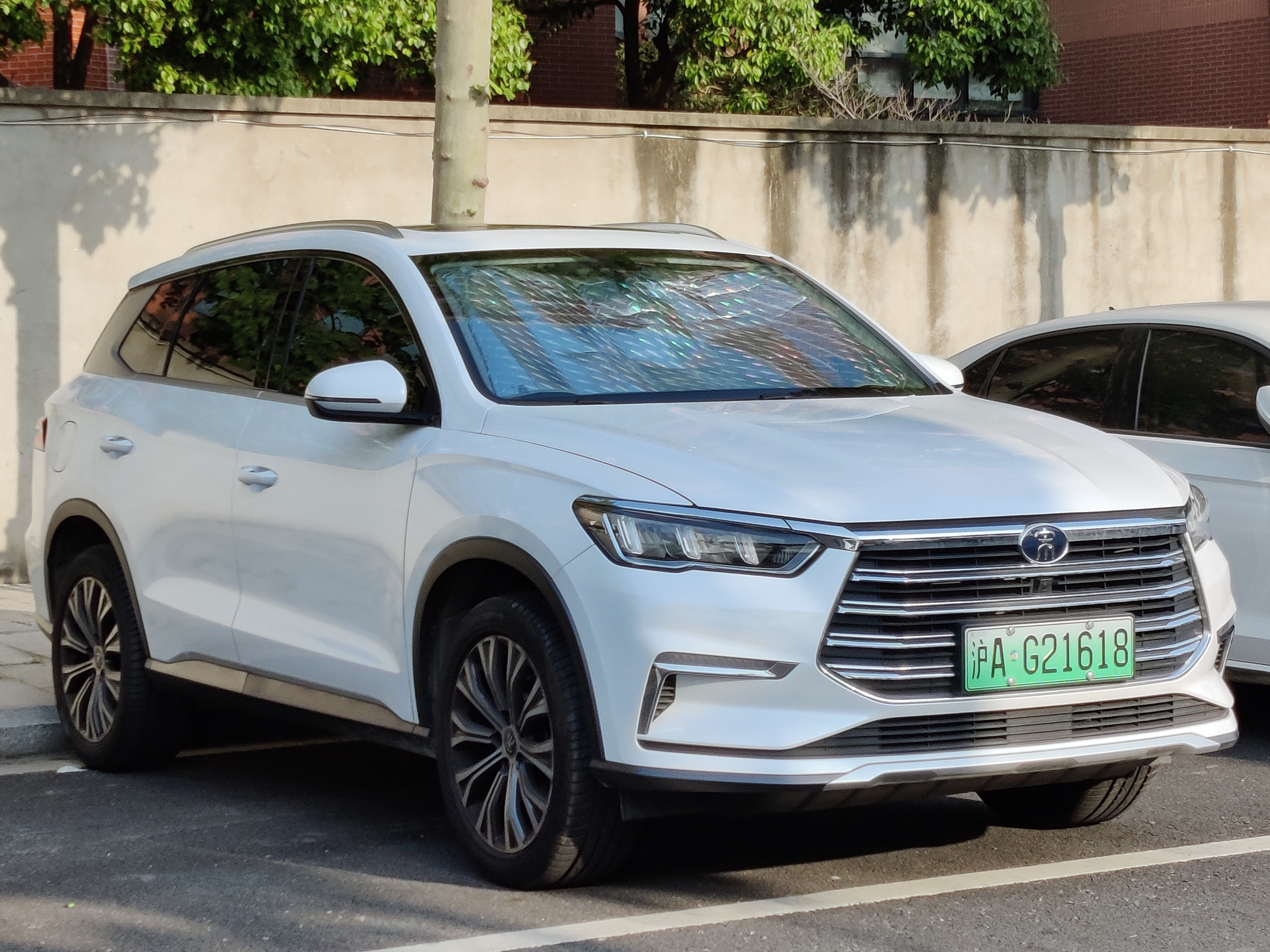
BYD Song Pro DM vue avant
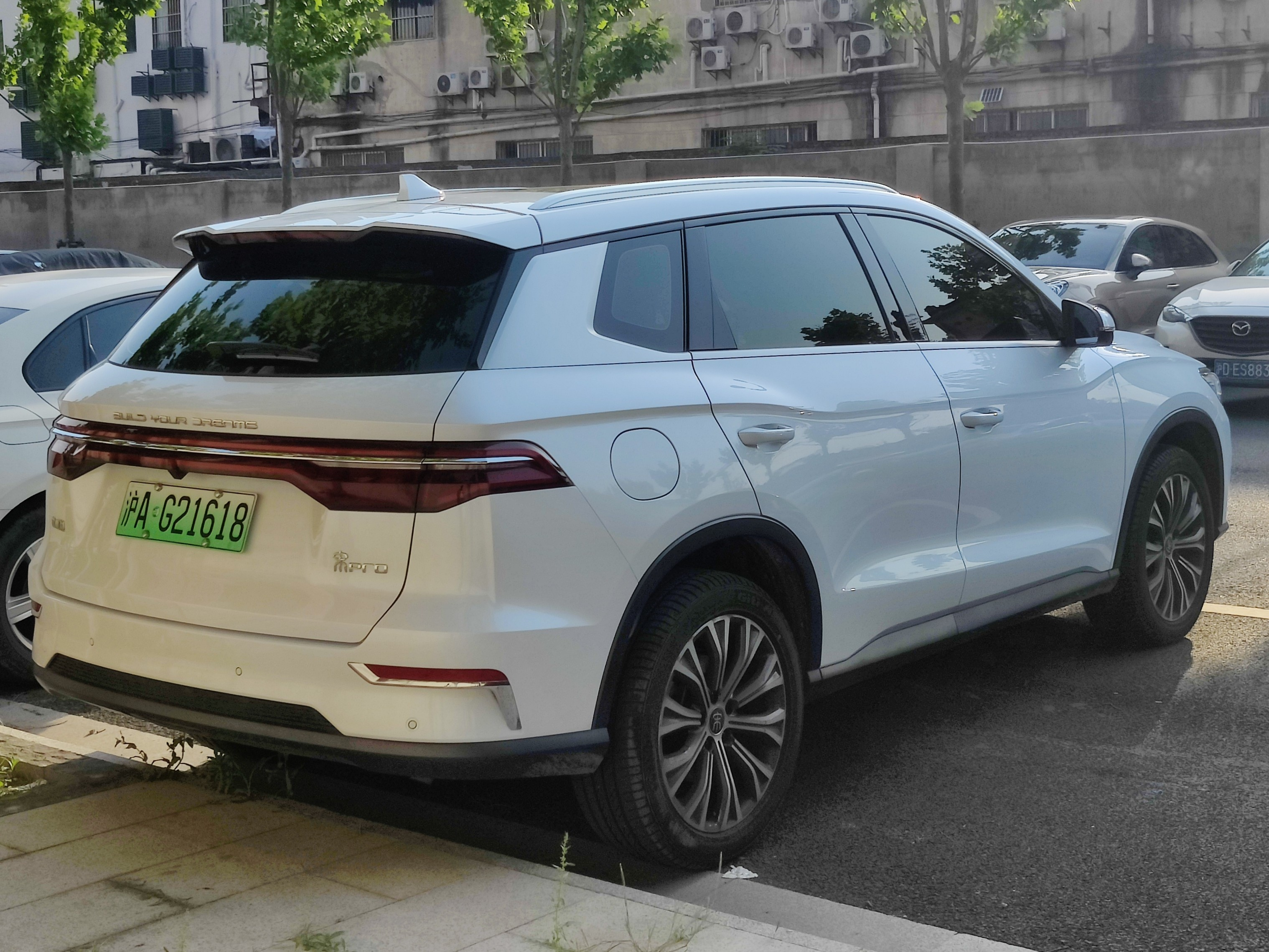
BYD Song Pro DM vue arrière

## Song Plus (depuis 2020)
En septembre 2020, BYD a lancé un SUV crossover nommé BYD Song Plus. Par rapport au Song Pro, ce modèle est plus long, plus large et plus bas, et se positionne comme « haut de gamme »,. Le véhicule était initialement proposé uniquement avec un moteur à combustion interne ; une variante hybride rechargeable ainsi qu'une variante électrique ont rejoint la gamme plus tard,.

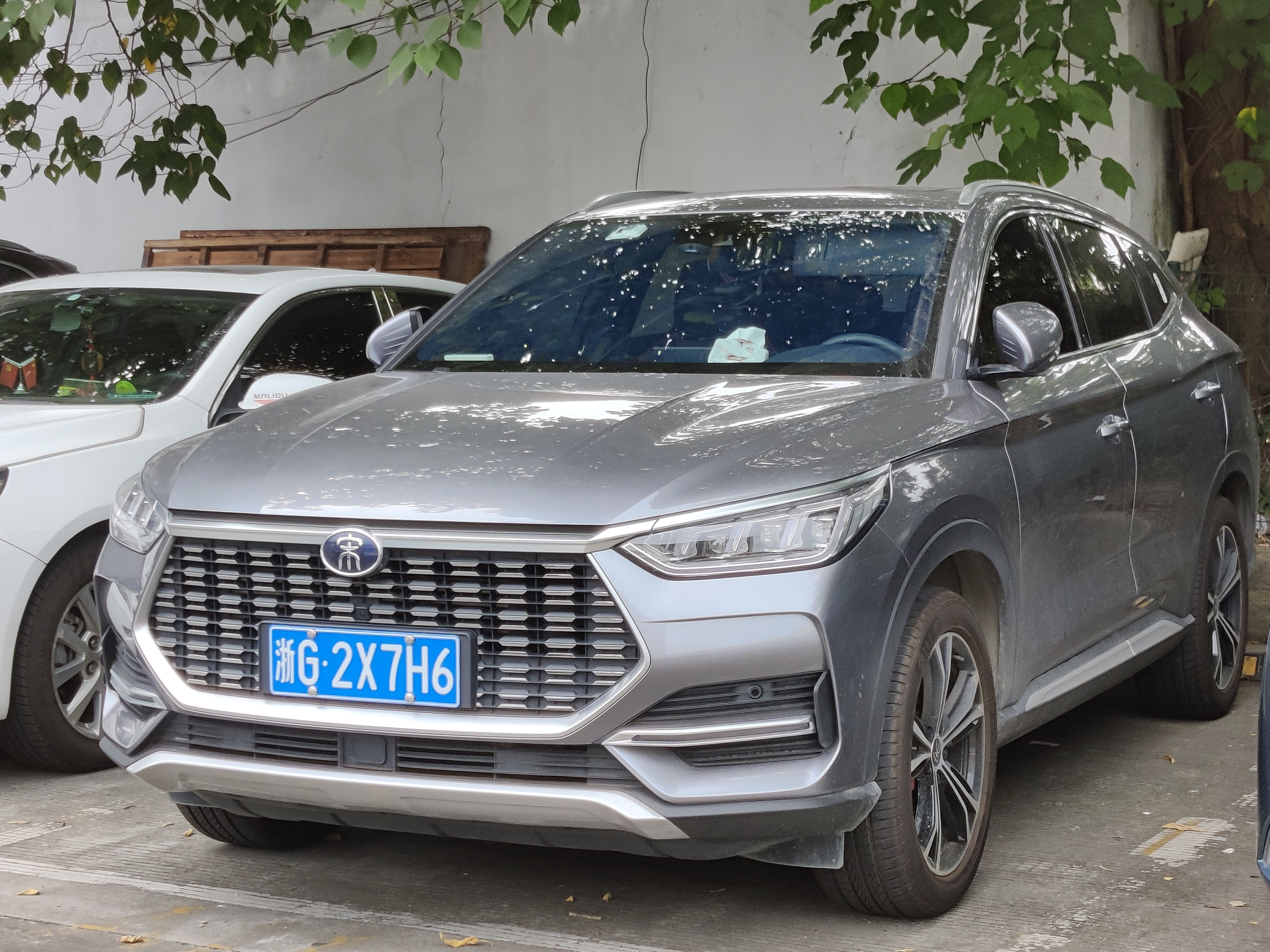
BYD Song Plus
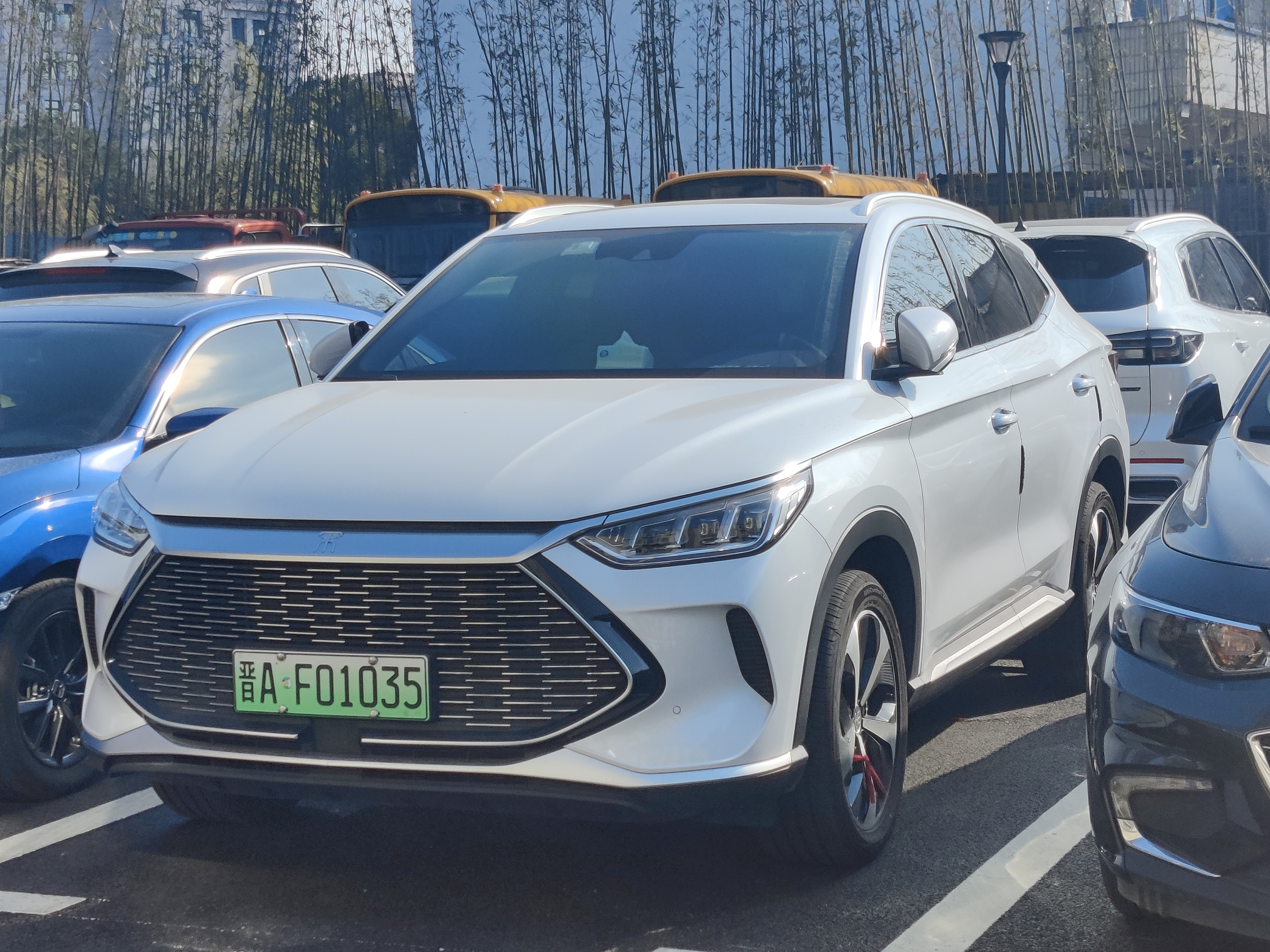
BYD Song Plus DM-i

La version électrique est équipée de la batterie LFP de BYD, tout comme la berline électrique Han. Son style avant, différent de celui de la variante au moteur combustible, ressemble à celui de la Han.

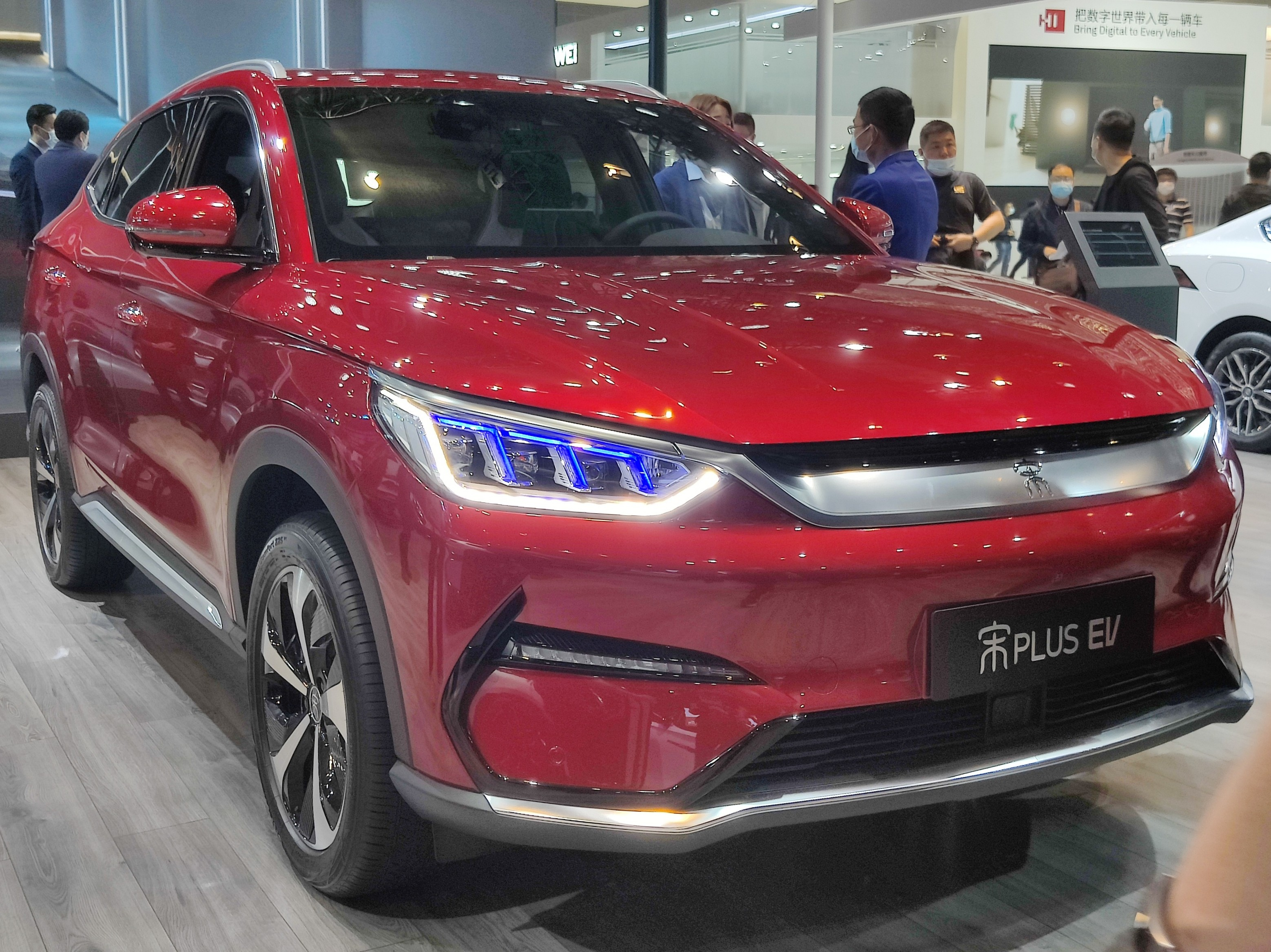
BYD Song Plus EV vue avant
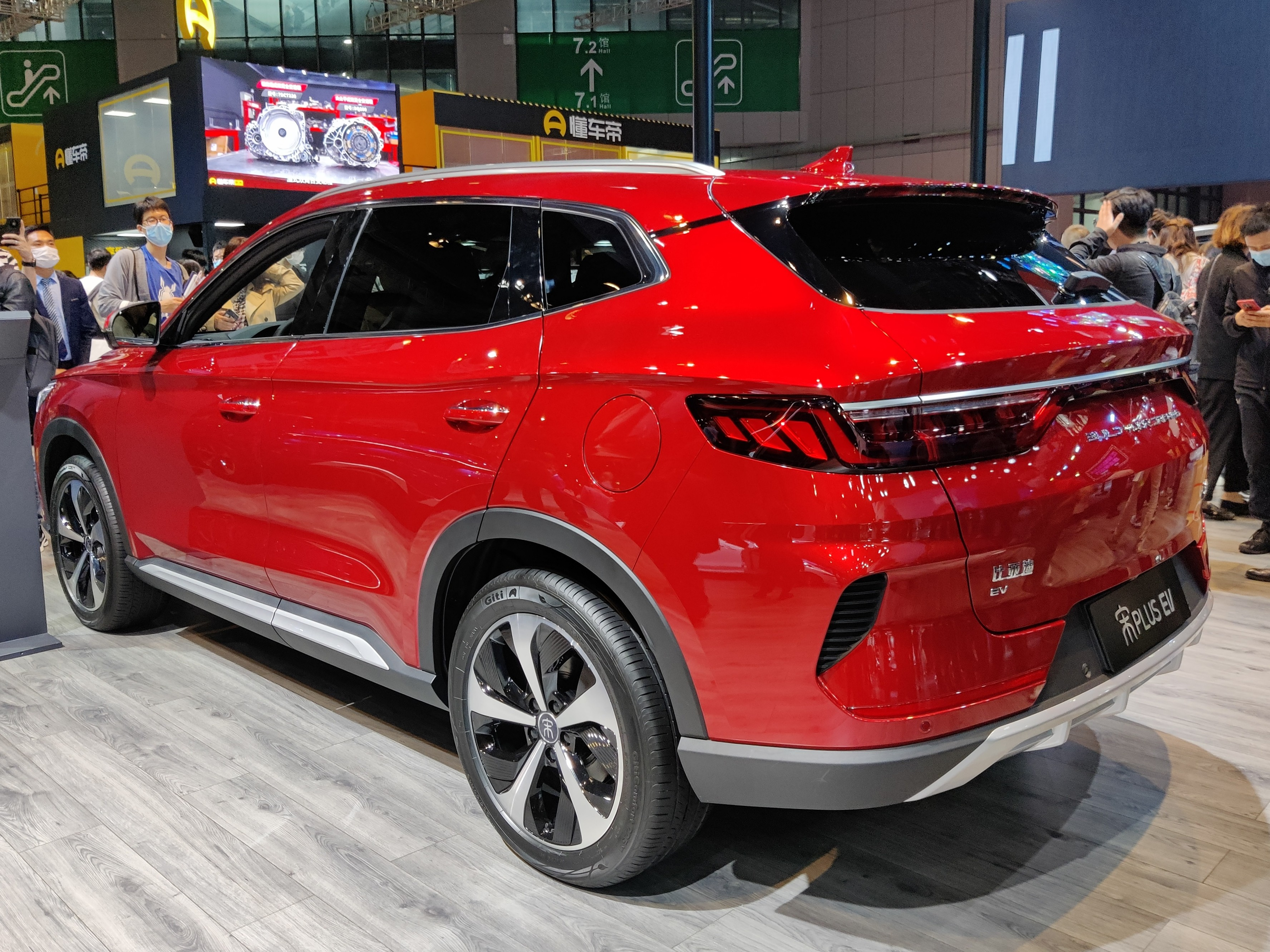
BYD Song Pro EV vue arrière